# Línea L38 (Montevideo)
La línea L38 es una línea local de la Terminal del Cerro, une la terminal homónima con el barrio de Tres Ombúes. La ida es Tres Ombúes y la vuelta Terminal Cerro.

## Características
Esta línea brinda el mismo recorrido que la línea 524 entre el barrio Tres Ombúes y la Av. Carlos María Ramírez, solo que esta línea gira en dirección a la Terminal del Cerro. Funciona de lunes a domingo desde las 06:30 hasta las 21:05.
A partir de 2023, durante los fines de semana y feriados en verano, su recorrido se extiende hasta la Playa del Cerro.

## Recorridos
| Línea L38 |

| - Tres Ombúes - Francisco N. Oliveres - Groenlandia - Pedro Giralt - Alagoas - Carlos Tellier - Eulogio Caballero (Calle 4) - Ameghino - Antonio Zubillaga - Pedro Giralt - José Mármol - José Castro - Av. Dr. Carlos María Ramírez - Ramón Tabárez - Dr. Pedro Castellino - Zona B (Terminal del Cerro) | - Zona C (Terminal del Cerro) - Egipto - Japón - Rotonda de salida del Cerro - Avda. Dr. Carlos María Ramírez - Pedro Giralt - Antonio Zubillaga - Ameghino - Eulogio Caballero (Calle 4) - Carlos Tellier - Alagoas - Francisco N. Oliveres - Tres Ombúes |

## Paradas
| IDA - TERMINAL CERRO (Zona C) - Vigo - Concordia - Humboldt - Rivera Indarte - Pedro Giralt - José Mármol - Juan C. Molina - Antonio Zubillaga - Gral. Agustín Muñoz - Ameghino - Gowland - Las Tunas - Alaska - Sergipe - Pla. a Carlos Tellier - Gral. Agustín Muñoz - Groenlandia | VUELTA - Groenlandia - Sergipe - Pje. Carlos Tellier - Pla. a Carlos Tellier - Sergipe - Alaska - Las Tunas - Gowland - Antonio Zubillaga - Gral. Agustín Muñoz - Pedro Giralt - Juan C. Molina - José Mármol - Rivera Indarte - Humboldt - Concordia - Vigo - TERMINAL CERRO (Zona B) |

## Barrios Servidos
El L38 atraviesa los barrios: Tres Ombúes, La Teja, Villa del Cerro.

## Frecuencia
La frecuencia de la línea L38 no es muy buena, demora 35 minutos cada ómnibus. En la ida circula desde las 06:51 hasta las 21:05 y en la vuelta desde las 06:30 hasta las 20:46. Tiene 25 salidas hacia Tres Ombúes y también hacia el Cerro